# Великий Вогонь
«Великий Вогонь» — офіційна язичницька організація, найстаріша[джерело?] у слов'янських країнах.
Духовна течія «Великий Вогонь» ставить за мету відродження дохристиянської культури: звичаїв, обрядів, філософії древніх слов'ян. Вчення огніщан, саме так звуть себе прихильники «Великого Вогню», відрізняється від інших напрямків язичницького відродження оригінальним нетеїстичним світоглядом.

## Історія становлення

Учасники організації

Історія «Великого Вогню» почалася в 1989 році, коли декілька молодих житомирян проголосили про створення слов'янської язичницької громади. Лідером та ідеологом групи був Геннадій Боценюк (Князь Огін), який через рік очолив також житомирську школу слов'янського воїнського мистецтва. Вже на початку 1990 року Геннадій Боценюк починає працювати над вченням «Великого Вогню», публікує у пресі статті, які пропагують відродження прадавньої слов'янської культури. Наприкінці серпня 1991 року на установчих зборах громади огніщани обрали Геннадія Боценюка Князем «Великого Вогню» та затвердили основні положення духовного вчення. Сам він прийняв духовне ім'я — Огін. В березні 1992 року була офіційно зареєстрована перша громада «Великого Вогню» в Житомирі.

## Вчення
Головним культовим документом течії з 1995 року є «Совість огніщанина», в якому викладені основні положення вчення «Великого Вогню».
Духовна філософія Великого Вогню є нетеїстичною. Космогонія у вченні «Великого Вогню» майже відсутня. Виникнення людини і світу відбувалось без втручання надприродних сил. Боги огніщан — не істоти, це сили природи, як наприклад Даждьбог (сила неба) і Стрибог (сила вітру) — це стихії, що дають життя, і якими могутні люди навіть можуть керувати. Огніщани вірять, що душі великих пращурів не загинули, їх називають навіями, або народженими на віки. Старшим серед навіїв огніщани називають пращура Сварога, духовного володаря вогню який за легендою жив 12 тисяч років тому. За думкою огніщан, культ Сварога був головним фактором об'єднання протослов'янських племен та появи духовно спорідненої групи слов'янських і балтійських народів. На відміну від інших рідновірських громад України у вченні «Великого Вогню» відсутні поняття «Прав», «Нав», «Яв».
Огніщани не визнають арійську теорію походження українців.
У підтримку вчення "Великого Вогню" у 2018 році була презентована книга дружини Князя Огіна - Радаслави - "Золотий молот Сварога", яка пояснює вчення "Великого Вогню", а одночасно є реконструкцією основного міфа.

## Громади і представництва
Духовний центр «Великого Вогню» знаходиться в Житомирі. Станом на початок 2011 року в Україні діють 10 громад «Великого Вогню», є офіційні представники в РФ і США.

## Перспективи розвитку
Згідно досліджень науковців, які займаються вивченням рідновірського руху в Україні, духовна течія «Великий Вогонь» єдина серед громад і конфесій України, у вчені якої відсутні будь-які елементи вчень  Володимир Шаяна, Лева Силенко. У світлі нових даних аналітиків історії та результатів аналізів ДНК, які спростовують  арійську теорію, постала необхідність у переосмисленні і відкиданні застарілих помилкових уявлень, які ґрунтуються на так званому "санскриті" та "перекладах" Вед, і які надзвичайно популярні вже стільки років.

## Друковані видання
Головним інформаційним органом є газета «Язичник».